# Marsico Nuovo
Marsico Nuovo község (comune) Olaszország Basilicata régiójában, Potenza megyében.

## Fekvése
Az Agri folyó völgyében fekszik, a megye központi részén. Határai: Abriola, Brienza, Calvello, Marsicovetere, Padula, Paterno, Sala Consilina és Sasso di Castalda

## Története
A települést a lukániai népcsoport, a marsik alapították Abellinum Marsicum néven. 370-ben püspöki székhely lett, majd a 8-9. században a longobárd Salernói Hercegség egyik legjelentősebb erődítménye volt.

## Népessége
A népesség számának alakulása:

## Főbb látnivalói
- Santa Maria di Costantinopoli-szentély (16. század)
- San Rocco-templom
- San Michele Arcangelo-templom
- San Marco-templom
- San Gianuario-templom
- Madonna del Carmine-templom
- San Giorgio-katedrális
- Santo Spirito-kápolna